# عاربه لنغ (سقز)
قرية عاربه لنغ (بالكردية: عارەبەلەنگ) هي إحدى القرى التابعة لـذو الفقار في ريف قسم سرشيو من مقاطعة سقز، في محافظة كردستان الإيرانية.

## السكان
حسب إحصاءات سنة 2006، بلغ إجمالي السكان في عاربه لنغ 266 نسمة وعدد المساكن 56 مسكن. لغة سكان عاربه لنغ هي اللغة الكردية و هم من أهل السنة والجماعة والمذهب الشافعي.